# Myrmecosicyos
Myrmecosicyos es un género con una especie, Myrmecosicyos messorius C.Jeffrey, de plantas con flores perteneciente a la familia Cucurbitaceae. 